# Нур (хребет)
Нур або Аманос (тур. Nur Dağları ("гори Святого Світла"), Gâvur Dağları ("гори невірних" (йдеться про вірмен)), Amanos Dağları) — гірський хребет на південно-східному кордоні Кілікійської Вірменії (нині це частина південної Туреччини).
Гори простягаються від околиць міста Мараш на південний захід до Середземного моря і є природним кордоном між районами Кілікійської Вірменії: Росікян, Чкер, Тіль-Амтун з одного боку і Мараш, Куріс — з іншого. Нині вони розташовані переважно в ілі Хатай у Південно-Східній Анатолії. Висота над рівнем моря — до 2240 м (вірм. Մղրա) (Мгра або Мигір-Тепе).
Належність східної частини хребта не визнавалася Сирією до 2005 р. і була причиною напруженості у відносинах між Туреччиною й Сирією.
На півночі ілу гірський хребет перетинає європейська траса E90.

## Виноски
1. ↑  Типи гір в Туреччині. Архів оригіналу за 30 листопада 2010. Процитовано 9 квітня 2014.